# Valennes

Valennes este o comună în departamentul Sarthe, Franța. În 2009 avea o populație de 351 de locuitori.